# Georg Philipp Wörlen

Tulpen (1950); Öl auf Hartfaserplatte

Georg Philipp Wörlen (* 5. Mai 1886 in Dillingen an der Donau; † 18. April 1954 in Passau) war ein deutscher Maler und Graphiker.

## Leben und Wirken

Weiblicher Rückenakt am See (1945); Gouache auf Papier

Wörlen besuchte nach dem Abitur die Kunstgewerbeschule Nürnberg und arbeitete anschließend als Restaurator im Atelier Altheimer in Regensburg. 1914 zog er – nunmehr verheiratet mit Margarete Neunhöfer – als Lehrer nach Marnheim um, wo er an einer Realanstalt unterrichtete. Während seines Fronteinsatzes im Ersten Weltkrieg, unter anderem in Rumänien und Frankreich, kam sein Sohn zur Welt.
Wörlen wurde während des Krieges zweimal verschüttet und verletzt, kurz vor Ende des Krieges geriet er für 15 Monate in englische Kriegsgefangenschaft. Während dieser Zeit änderte Wörlen seine künstlerische Auffassung und fand zum Expressionismus und Kubismus. Diese Arbeiten Wörlens galten den Nationalsozialisten als „entartet“, und 1937 wurden im Rahmen der deutschlandweiten konzertierten Aktion „Entartete Kunst“ seine beiden Graphiken Dom (1923, Holzschnitt, 17,7 × 10,2 cm) und Walddorn aus dem Pfälzischen Gewerbemuseum Kaiserslautern beschlagnahmt und vernichtet.
Nach der Entlassung aus der Kriegsgefangenschaft zog Wörlen 1920 mit seiner Familie nach Passau und wurde am Gymnasium Leopoldinum Kunsterzieher. Hier entstand die langjährige Freundschaft mit dem Künstler Carry Hauser, die ca. 1937 wegen der unterschiedlichen politischen Einstellung beider Künstler zum Nationalsozialismus zerbrach.
Er war Gründungsmitglied der Gruppe Der Fels (1920/21–1927), die über 30 Ausstellungen u. a. mit seinen Werken organisierte. Ferner war er kurze Zeit (1923/1924) Mitglied der Gruppe der 6. Von 1927 bis 1938 war der Künstler Mitglied des Wiener Hagenbundes. Der Donau-Wald-Gruppe trat er 1947 als Gründungsmitglied bei.
Wörlen war Anhänger des Nationalsozialismus. Er trat am 1. September 1933 dem Nationalsozialistischen Lehrerbund und 1935 der NSDAP bei. In Briefen an seinen Sohn im Jahre 1940 kommt seine Anhängerschaft noch klar zum Ausdruck. 1945 wurde ein Entnazifizierungsverfahren gegen ihn eingeleitet. Im ersten Verfahren wurde er als "Belasteter" eingestuft. Infolge der Weihnachtsamnestie 1947 wurde er lediglich als "Mitläufer" angesehen.
Das Museum Moderner Kunst bewahrt den künstlerischen Nachlass Wörlens in seiner Sammlung auf.
Wörlen war seit 1911 mit Margarete Wörlen geb. Neunhöfer († 1951) verheiratet. Aus der Ehe ist 1915 der Sohn Hanns Egon Wörlen hervorgegangen.

## Ehrungen
In Passau wurde eine Straße nach dem Künstler benannt.

## Werke (Auswahl)
- Liebespaar, Tempera/Karton 50 × 56,5
- Gasse, Öl/Lwd. 90,5 × 57
- Passauer Häuser, Öl/Lwd. 64 × 90
- Passauer Gasse, Aquarell 45 × 26
- Kreuzigung, Aquarell 29 × 30
- Ausmalung der Krankenhauskapelle im Klinikum Passau 1927/28